# کورایشک
کورایشک از شاهان پادشاهی اوان در تمدن ایلام بود که در حدود ۲۵۵۰ پیش از میلاد حکمرانی می‌کرد. او سومین و آخرین پادشاه خاندان یکم اوان محسوب می‌شود.

## دوران حکومت
کورایشک در فهرست شاهان ایلامی به عنوان آخرین فرمانروای خاندان یکم اوان ذکر شده است. دوره حکومت او به دوره ایلام کهن (حدود ۲۷۰۰–۱۵۰۰ پ.م) تعلق دارد. بر اساس منابع تاریخی، کورایشک به مدت ۳۶ سال حکومت کرد که همزمان با دوره حکومت لوگال-انهموندو شاه ادب و اورننشه شاه لاگاش بود.

## جایگاه در تاریخ ایلام
حکومت کورایشک نشان‌دهنده پایان دوره خاندان یکم اوان و آغاز دوره خاندان دوم اوان است. پس از او، پلی به عنوان اولین شاه خاندان دوم اوان به قدرت رسید.
اهمیت تاریخی کورایشک بیشتر به دلیل حضور او در فهرست‌های اولیه شاهان ایلامی است که نشان‌دهنده تداوم سنت‌های حکومتی در این تمدن باستانی است. دوره حکومت او همزمان با تحولات مهم در میانرودان بود.